# Interstate 17
Pour les articles homonymes, voir Route 17.
L'Interstate 17 (I-17) est une autoroute inter-États sud-nord entièrement située en Arizona. Elle relie l'I-10 à Phoenix jusqu'à l'I-40 à Flagstaff.
La grande partie de l'I-17 est connue comme l'Arizona Veterans Highway. Dans la région métropolitaine de Phoenix, elle est plutôt appelée la Black Canyon Freeway, toutefois, les derniers 4,16 miles (6,69 km) au sud font partie de la Maricopa Freeway. La portion de l'autoroute au sud de Cordes Lakes a été construite le long de la SR 69, alors que la partie nord suit l'ancienne SR 79.
L'I-17 est l'une des autoroutes inter-États ayant les vues les plus panoramiques alors qu'elle gagne près de 2 km en altitude entre Phoenix (340 m) et Flagstaff (2 100 m). L'autoroute présente plusieurs points de vue alors que la route passe à travers plusieurs montagnes et vallées du nord de l'Arizona.

## Description du trajet
L'I-17 est connue comme la Black Canyon Freeway entre l'extrémité nord de la région métropolitaine de Phoenix jusqu'au sud de l'échangeur avec l'I-10, au nord-ouest du centre-ville. À la courbe Durango au sud-ouest du centre-ville, entre la 19th Avenue et l'échangeur de Buckeye Road, elle prend la désignation de Maricopa Freeway jusqu'à son terminus sud à la seconde jonction avec l'I-10.
L'I-17 a pour distinction inhabituelle de commencer environ au mile 194 au lieu de commencer au mile 0. Il s'agit-là d'un restant de l'ancien système de numérotation de l'Arizona qui stipule qu'une route suit les miles de la route de laquelle elle se détache. L'I-17 a hérité de la numérotation des miles de la SR 69, laquelle l'I-17 a remplacé entre Phoenix et Cordes Junction. Les miles de la SR 69 coïncident avec ceux de la US 89.

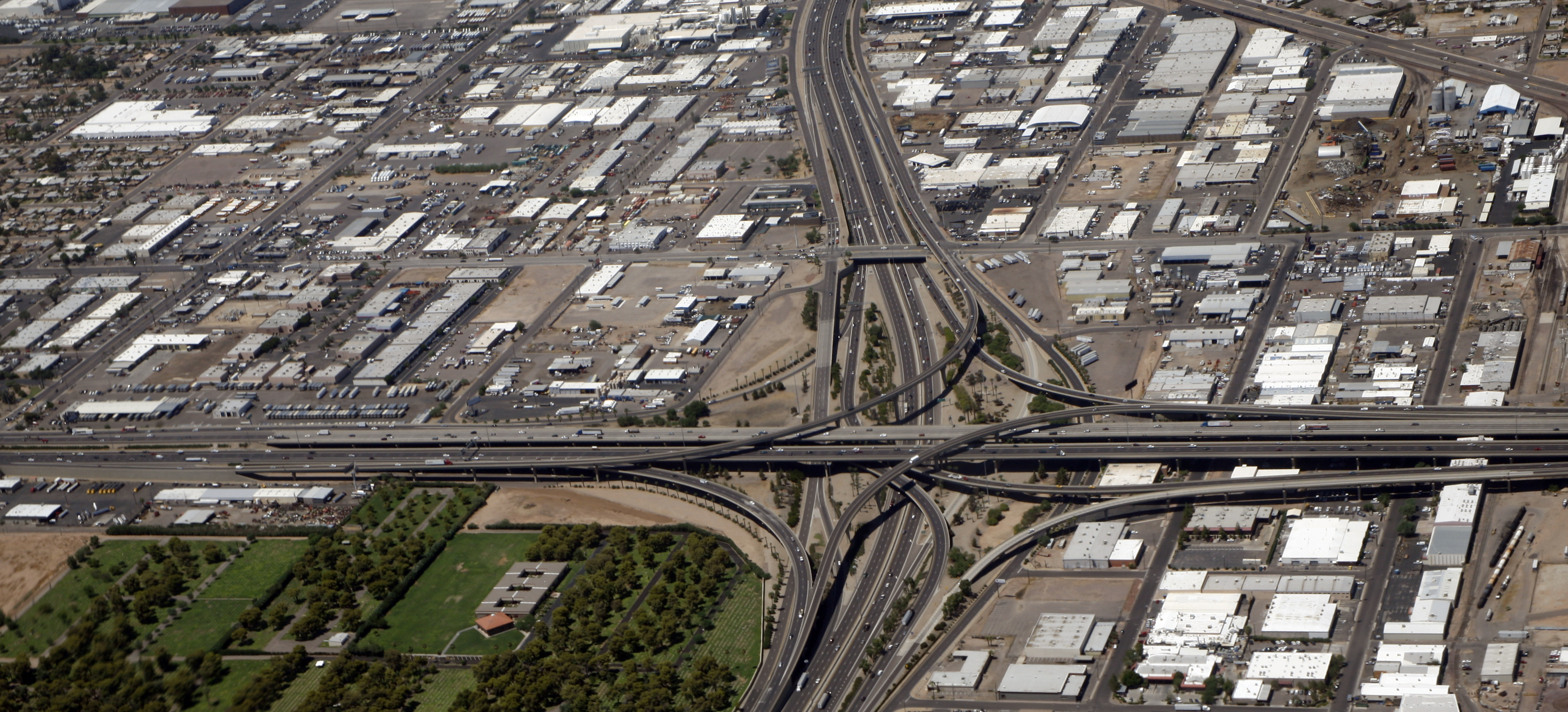
"The Stack (en)", intersection de l'I-10 et de l'I-17. Vue vers le nord au centre-ville de Phoenix.
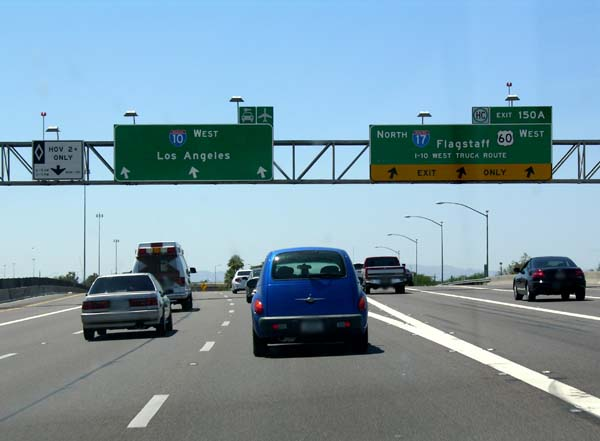
Le terminus sud de l'Interstate 17 au Sud-Est du centre-ville de Phoenix près de l'Interstate 10.
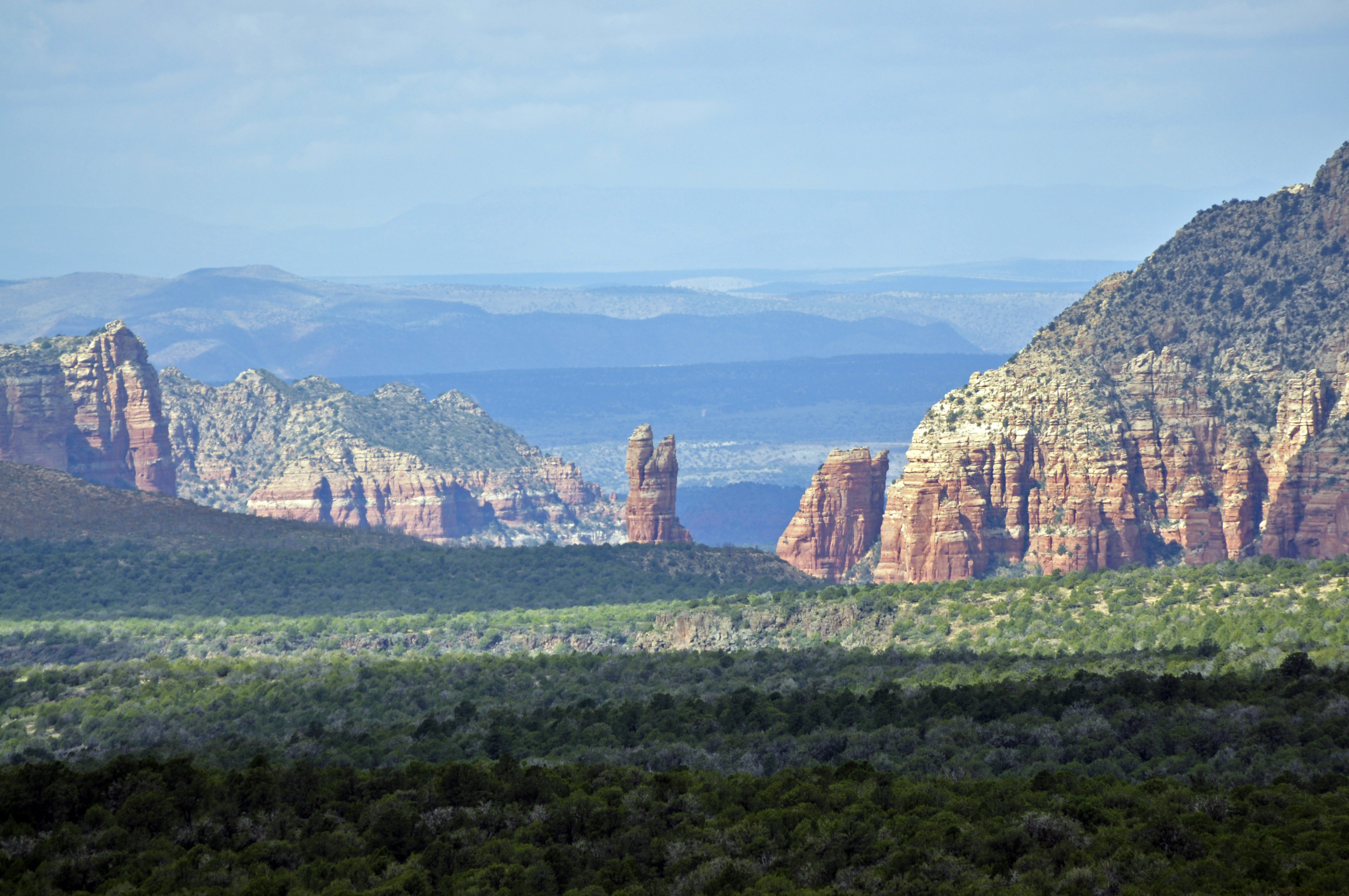
Vue View of the Red Rocks of Sedona de l'I-17, au sud de Munds Park.
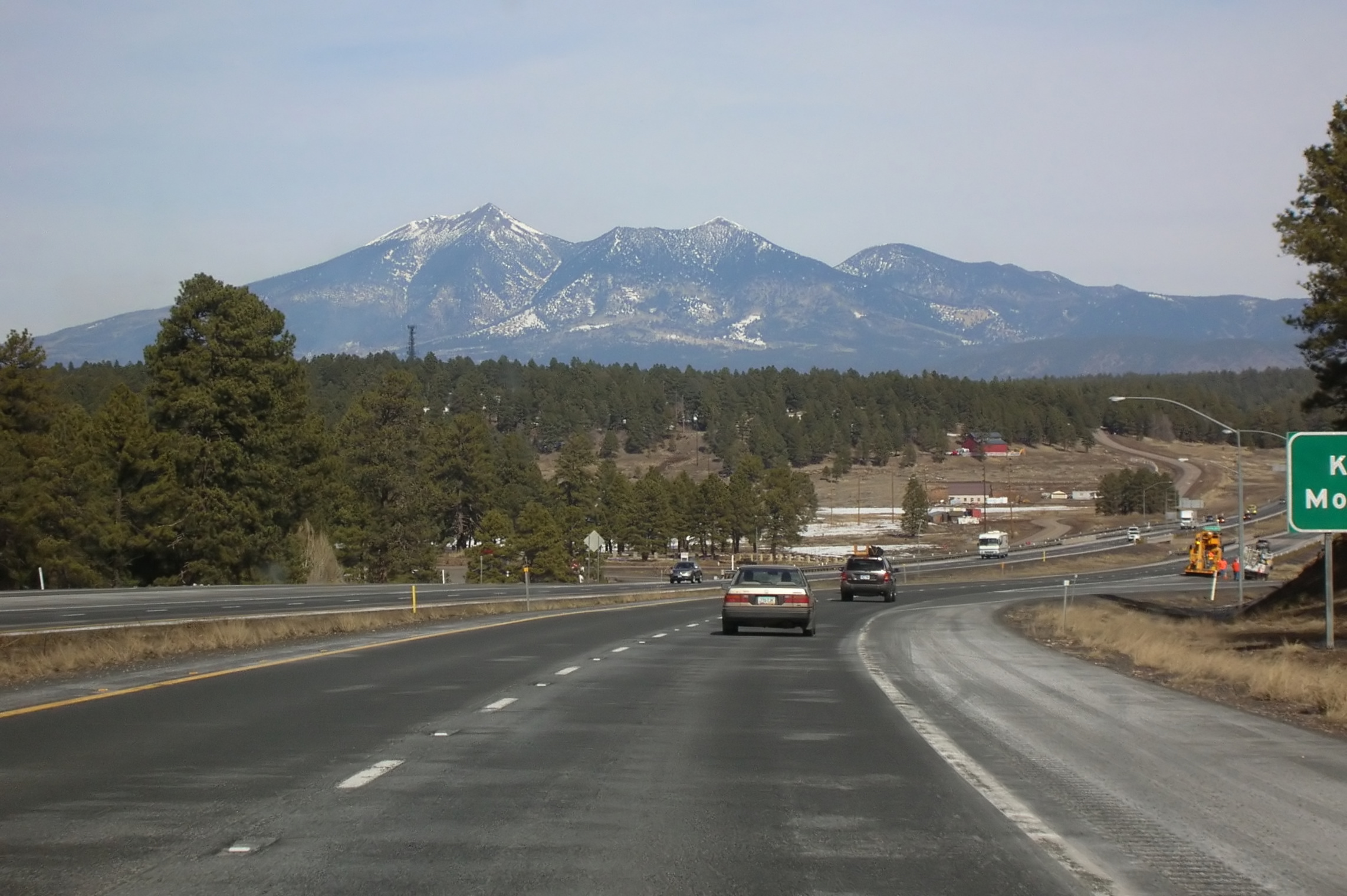
I-17 près de Flagstaff
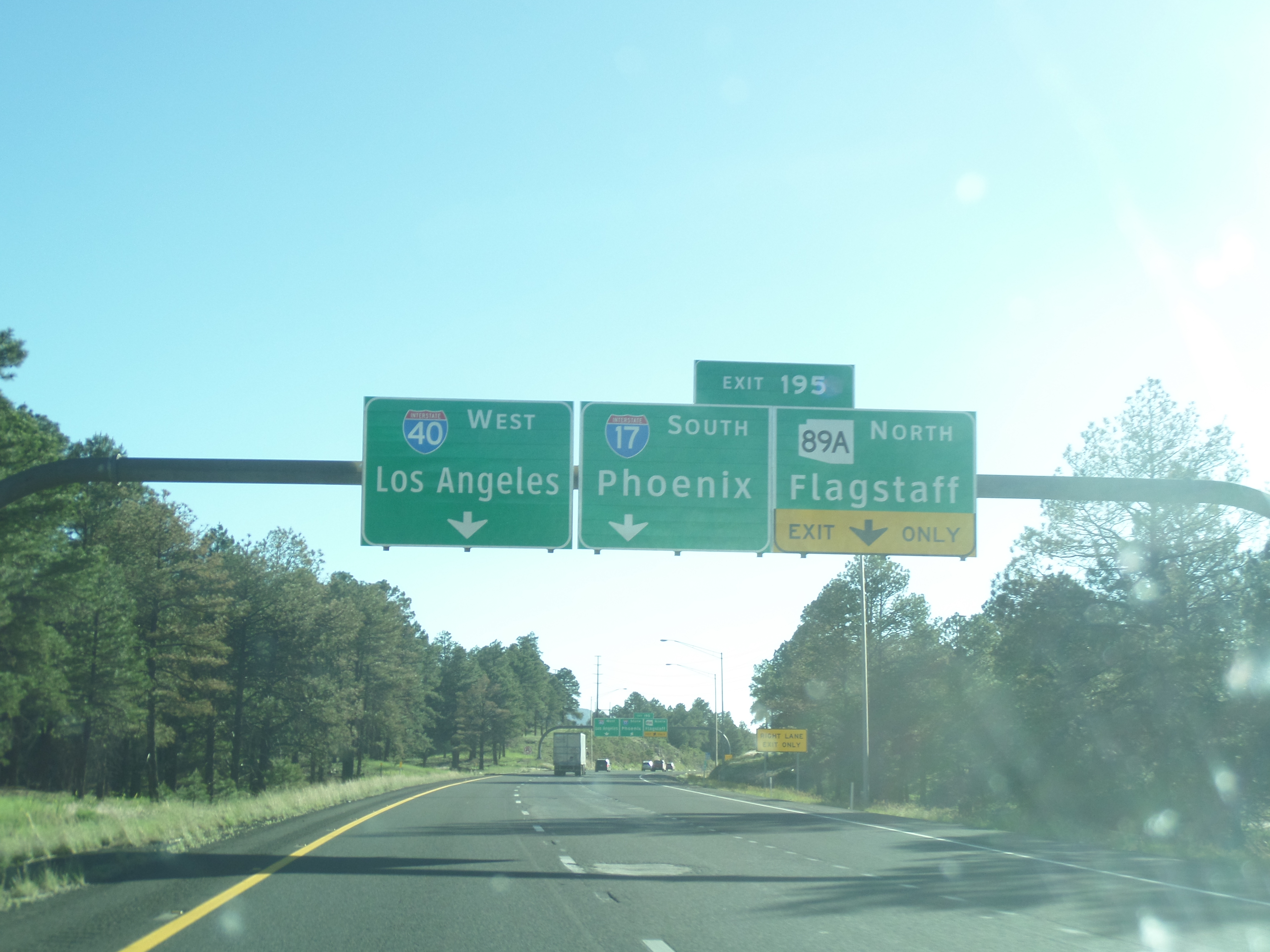
Terminus nord de l'I-17 à l'I-40

## Histoire
En 1936, la SR 69 a été établie en route d'état entre Phoenix et Prescott. La route a été complétée en 1940 à Prescott. En 1954, une nouvelle route au nord de Flagstaff a été constituée comme la SR 79. En 1961, le lien routier entre Phoenix et Flagstaff a été complété, mais pas selon les standards autoroutiers. En 1971, l'I-17 entre Phoenix et Camp Verde est complétée selon les standards, sauf pour une courte section. La plus grande section demeurait toujours à être terminée. Ce fut fait dans les années suivantes.
En 1993, certaines propositions prolongeaient l'I-17 jusqu'en Utah, à l'I-15.

## Futur
En raison de l'augmentation du trafic de fin de semaine entre Phoenix et le nord de l'Arizona, il est planifié d'élargir une section de l'autoroute de 34 miles (55 km) entre Anthem et l'aire de repos de Sunset Point. Le tracé actuel compte quatre voies et est sujet à de fréquents bouchons de circulation. Une troisième voie sera ajoutée dans chaque direction entre Anthem et Black Canyon City, mais en raison de la topographie montagneuse au nord de Black Canyon City, deux voies seront ajoutées mais seront séparées de l'autoroute principale. Les travaux sont prévus commencer en 2022 pour se terminer en 2025.

## Liste des sorties
| Interstate 17                                                   |                   |        |        |                                                                              |                                                                                     | |
| Comté                                                           | Municipalité      | mi     | km     | Sortie                                                                       | Intersections / Destinations                                                        | Notes |
| Maricopa                                                        | Phoenix           | 0,00   | 0,00   |                                                                              | I-10 / US 60 est – Globe, Tucson                                                    | Terminus sud du multiplex avec US 60; terminus sud; la Maricopa Freeway continue à l'est comme I-10 / US 60; sortie 150A de l'I-10           |
| Maricopa                                                        | Phoenix           | 0,31   | 0,50   | 194                                                                          | I-10 ouest – Aéroport international Sky Harbor                                      | Sortie direction sud, entrée direction nord; sortie 150 de l'I-10                                                                            |
| Maricopa                                                        | Phoenix           | 1,14   | 1,83   | 195A                                                                         | 16th Street                                                                         | Sortie direction sud, entrée direction nord                                                                                                  |
| Maricopa                                                        | Phoenix           | 2,15   | 3,46   | 195B                                                                         | 7th Street / Central Avenue                                                         | Pas d'indication pour Central Avenue en direction sud                                                                                        |
| Maricopa                                                        | Phoenix           | 3,16   | 5,09   | 196                                                                          | 7th Avenue / Central Avenue                                                         | Pas d'indication pour Central Avenue en direction nord                                                                                       |
| Maricopa                                                        | Phoenix           | 4,16   | 6,69   | 197                                                                          | 19th Avenue / Durango Street                                                        | Pas d'indication pour Durango Street en direction nord                                                                                       |
| Maricopa                                                        | Phoenix           | 4,16   | 6,69   | Courbe de Durango; Transition entre Maricopa Freeway et Clack Canyon Freeway |                                                                                     | |
| Maricopa                                                        | Phoenix           | 5,03   | 8,10   | 198                                                                          | Buckeye Road                                                                        | Sortie direction nord seulement |
| Maricopa                                                        | Phoenix           | 5,34   | 8,59   | 199A                                                                         | Grant Street / Buckeye Road                                                         | Pas d'indication pour Buckeye Road en direction nord                                                                                         |
| Maricopa                                                        | Phoenix           | 5,73   | 9,22   | 199B                                                                         | Jefferson Street                                                                    | Sortie direction sud seulement |
| Maricopa                                                        | Phoenix           | 5,88   | 9,46   | 199B                                                                         | Adams Street / Van Buren Street                                                     | Sortie et entrée direction nord seulement |
| Maricopa                                                        | Phoenix           | 6,49   | 10,44  | 200A                                                                         | I-10 – Centre de Phoenix, Los Angeles                                               | Sortie 143 de l'I10 |
| Maricopa                                                        | Phoenix           | 7,05   | 11,35  | 200B                                                                         | McDowell Road / Van Buren Street                                                    | Pas d'indication pour Van Buren Street en direction nord                                                                                     |
| Maricopa                                                        | Phoenix           | 8,09   | 13,02  | 201                                                                          | US 60 ouest (Thomas Road) / Grand Avenue                                            | Terminus nord du multiplex avec US 60; pas d'indication pour Grand Avenue en direction sud                                                   |
| Maricopa                                                        | Phoenix           | 9,08   | 14,61  | 202                                                                          | Indian School Road                                                                  | |
| Maricopa                                                        | Phoenix           | 10,08  | 16,22  | 203                                                                          | Camelback Road                                                                      | |
| Maricopa                                                        | Phoenix           | 11,09  | 17,85  | 204                                                                          | Bethany Home Road                                                                   | |
| Maricopa                                                        | Phoenix           | 12,09  | 19,46  | 205                                                                          | Glendale Avenue                                                                     | |
| Maricopa                                                        | Phoenix           | 13,09  | 21,07  | 206                                                                          | Northern Avenue                                                                     | |
| Maricopa                                                        | Phoenix           | 14,14  | 22,76  | 207                                                                          | Dunlap Avenue                                                                       | |
| Maricopa                                                        | Phoenix           | 15,13  | 24,35  | 208                                                                          | Peoria Avenue                                                                       | |
| Maricopa                                                        | Phoenix           | 16,13  | 25,96  | 209                                                                          | Cactus Road                                                                         | |
| Maricopa                                                        | Phoenix           | 17,12  | 27,55  | 210                                                                          | Thunderbird Road                                                                    | |
| Maricopa                                                        | Phoenix           | 18,12  | 29,16  | 211                                                                          | Greenway Road                                                                       | |
| Maricopa                                                        | Phoenix           | 19,13  | 30,79  | 212                                                                          | Bell Road                                                                           | |
| Maricopa                                                        | Phoenix           | 20,15  | 32,43  | 214A B                                                                       | Union Hills Drive / Yorkshire Drive                                                 | Indiqué sortie 214A (Union Hills) et 214B (Yorkshire) en direction nord                                                                      |
| Maricopa                                                        | Phoenix           | 21,11  | 33,97  | 214C                                                                         | Loop 101 (en)                                                                       | Sortie 23B-C de la Loop 101; l'entrée en direction nord inclut des rampes directes vers Deer Valley Road                                     |
| Maricopa                                                        | Phoenix           | 21,66  | 34,86  | 215                                                                          | Rose Garden Lane / Deer Valley Road                                                 | Indiqué sortie 215A en direction nord et 215B en direction sud                                                                               |
| Maricopa                                                        | Phoenix           | 23,27  | 37,45  | 217                                                                          | Pinacle Peak Road                                                                   | |
| Maricopa                                                        | Phoenix           | 24,19  | 38,93  | 218                                                                          | Happy Valley Road                                                                   | |
| Maricopa                                                        | Phoenix           | 25,23  | 40,60  | 219                                                                          | Jomax Road                                                                          | |
| Maricopa                                                        | Phoenix           | 27,25  | 43,85  | 220                                                                          | Dixileta Drive                                                                      | Sortie direction nord, entrée direction sud                                                                                                  |
| Maricopa                                                        | Phoenix           | 28,19  | 45,37  | 221                                                                          | Loop 303 (en) sud (Bob Stump Memorial Parkway) / Sonoran Desert Drive               | Sortie 137 de la Loop 303; futur terminus en sens horaire de Loop 303                                                                        |
| Maricopa                                                        | Phoenix           | 28,19  | 45,37  | Terminus nord de Black Canyon Freeway                                        |                                                                                     | |
| Maricopa                                                        | Phoenix           | 29,17  | 46,94  | 222                                                                          | Dove Valley Road                                                                    | |
| Maricopa                                                        | Phoenix           | 30,17  | 48,55  | 223                                                                          | SR 74 (en) ouest (Carefree Highway) – Wickenburg                                    | Indiqué sortie 223A (est) et 223B (ouest) en direction nord; terminus est de SR 74                                                           |
| Maricopa                                                        | Anthem            | 31,70  | 51,02  | 225                                                                          | Pioneer Road                                                                        | |
| Maricopa                                                        | Anthem            | 33,21  | 53,45  | 227                                                                          | Daisy Mountain Drive                                                                | |
| Maricopa                                                        | Anthem            | 35,24  | 56,71  | 229                                                                          | Anthem Way                                                                          | |
| Maricopa                                                        | New River         | 38,20  | 61,48  | 232                                                                          | New River                                                                           | |
| Maricopa                                                        | New River         | 42,18  | 67,88  | 236                                                                          | Table Mesa Road                                                                     | |
| Limite Maricopa–Yavapai                                         | Black Canyon City | 48,29  | 77,72  | 242                                                                          | Black Canyon City, Rock Springs                                                     | |
| Yavapai                                                         | Black Canyon City | 50,56  | 81,37  | 244                                                                          | Black Canyon City                                                                   | |
| Yavapai                                                         |                   | 54,36  | 87,48  | 248                                                                          | Bumble Bee, Crown King                                                              | |
| Yavapai                                                         |                   | 58,48  | 94,11  | 252                                                                          | Aire de repos et point de vue de Sunset Point                                       | |
| Yavapai                                                         |                   | 61,85  | 99,54  | 256                                                                          | Badger Springs Road                                                                 | |
| Yavapai                                                         | Cordes Lakes      | 65,23  | 104,98 | 259                                                                          | Bloody Basin Road                                                                   | |
| Yavapai                                                         | Cordes Lakes      | 68,44  | 110,14 | 262                                                                          | SR 69 (en) nord / Cordes Lakes Road – Prescott                                      | Sortie direction nord, entrée direction sud                                                                                                  |
| Yavapai                                                         | Cordes Lakes      | 68,77  | 110,67 | 263                                                                          | Arcosanti Road vers SR 69 (en) nord – Prescott                                      | Sortie en direction nord indiquée Arcosanti Road seulement                                                                                   |
| Yavapai                                                         |                   | 74,53  | 119,94 | 268                                                                          | Orme Road / Dugas Road                                                              | |
| Yavapai                                                         |                   | 84,16  | 135,44 | 278                                                                          | SR 169 (en) sud – Dewey-Humboldt, Prescott                                          | Terminus nord de SR 169 |
| Yavapai                                                         |                   | 89,04  | 143,30 | —                                                                            | Voie de freinage d'urgence                                                          | Sortie à gauche direction nord |
| Yavapai                                                         | Camp Verde        | 91,31  | 146,95 | 285                                                                          | General Crook Trail                                                                 | |
| Yavapai                                                         | Camp Verde        | 93,06  | 149,77 | 287                                                                          | SR 260 (en) vers SR 89A (en) – Cottonwood, Payson                                   | |
| Yavapai                                                         | Camp Verde        | 95,74  | 154,08 | 289                                                                          | Montezuma Castle National Monument                                                  | |
| Yavapai                                                         | Lake Montezuma    | 99,04  | 159,39 | 293                                                                          | CR 30 ouest – McGuireville, Cornville, Montezuma Well                               | |
| Yavapai                                                         |                   | 102,29 | 164,62 | Aire de service de McGuireville                                              | Aire de service de McGuireville                                                     | Aire de service de McGuireville |
| Yavapai                                                         |                   | 104,75 | 168,58 | 298                                                                          | SR 179 (en) nord – Sedona                                                           | |
| Yavapai                                                         |                   | 112,09 | 180,39 | 306                                                                          | Stoneman Lake Road                                                                  | |
| Coconino                                                        |                   | 118,67 | 190,98 | Point de vue (direction sud seulement)                                       | Point de vue (direction sud seulement)                                              | Point de vue (direction sud seulement) |
| Coconino                                                        |                   | 121,37 | 195,33 | 315                                                                          | Rocky Park Road                                                                     | |
| Coconino                                                        |                   | 123,65 | 199,00 | 317                                                                          | Fox Ranch Road                                                                      | |
| Coconino                                                        |                   | 126,29 | 203,24 | 320                                                                          | Schnebly Hill Road                                                                  | |
| Coconino                                                        | Munds Park        | 128,51 | 206,82 | 322                                                                          | Munds Park                                                                          | |
| Coconino                                                        |                   | 132,01 | 212,45 | 326                                                                          | Willard Springs Road                                                                | |
| Coconino                                                        |                   | 134,55 | 216,54 | 328                                                                          | Newman Park Road                                                                    | |
| Coconino                                                        |                   | 136,90 | 220,32 | 331                                                                          | Kelly Canyon Road                                                                   | |
| Coconino                                                        | Kachina Village   | 139,65 | 224,74 | 333                                                                          | Kachina Boulevard / Mountainaire Road                                               | |
| Coconino                                                        | Flagstaff         | 143,17 | 230,41 | 337                                                                          | SR 89A (en) sud (John Wesley Powell Boulevard) – Sedona, Aéroport Flagstaff Pulliam | Terminus sud du multiplex avec SR 89A |
| Coconino                                                        | Flagstaff         | 145,55 | 234,24 | 339                                                                          | Lake Mary Road – Mormon Lake                                                        | Sortie direction nord seulement |
| Coconino                                                        | Flagstaff         | 145,76 | 234,58 | 340                                                                          | I-40 – Los Angeles, Albuquerque SR 89A (en) nord – Flagstaff, Grand Canyon          | Terminus nord du multiplex avec SR 89A; indiqué sortie 340A (est) et 340B (ouesT); sortie 195 de l'I-40; la route continue comme SR 89A nord |
| - Terminus de multiplex - Accès incomplet - Transition de route |                   |        |        |                                                                              |                                                                                     | |